# Ruggiero Cannito
Ruggiero Cannito (Barletta, 15 giugno 1955) è un allenatore di calcio ed ex calciatore italiano, di ruolo centrocampista.
Ha militato per nove stagioni nel Lecce negli anni settanta e ottanta.

## Carriera

### Giocatore
Ha disputato complessivamente 10 campionati di Serie B totalizzando complessivamente 240 presenze e 10 reti con le maglie di Lecce e Campobasso.
Nella stagione 1976-77, quando giocava in Serie B con il Lecce, fu coinvolto in un episodio che risulterà decisivo per le sorti del campionato. Alla 25ª giornata, in occasione della sfida contro il Cagliari, venne colpito da un'arancia lanciata dagli spalti del Sant'Elia mentre rientrava negli spogliatoi al termine del primo tempo. Cannito, sanguinante, fu costretto a uscire dal campo e ad andare all'ospedale. 
La partita, terminata 1-0 in favore del Cagliari, fu convertita in vittoria a tavolino per il Lecce. Questa sconfitta impedì ai rossoblù di vincere il campionato e ritornare in Serie A dopo un anno di purgatorio. I sardi infatti persero agli spareggi contro Atalanta e Pescara, mancando di conseguenza la promozione in massima serie. 

### Allenatore
Dopo aver abbandonato l'attività agonistica ha iniziato ad allenare nelle giovanili del U.S Lecce fino al 2000. Dal 2001 al 2003 ha allenato l'U.S. Rutigliano in Serie D, infine nella stagione 2003-2004 era al Gubbio in Serie C2. Nel 2004 è al Brindisi ,nel 2023 è al S. Pietro Vernotico

## Palmarès

### Club

#### Competizioni nazionali
- Serie C: 1

Lecce: 1975-1976
- Coppa Italia Semiprofessionisti: 1

Lecce: 1975-1976
- Coppa Italo-Inglese Semiprofessionisti: 1

Lecce: 1975-1976